# Szef administracji Hongkongu
Szef administracji Hongkongu (chiń. upr. 香港行政长官; chiń. trad. 香港行政長官; pinyin Xiānggǎng Xíngzhèng Zhǎngguān; jyutping hoeng1gong2 hang4zing3 zoeng2gun1) – od 1 lipca 1997 roku przewodniczący Specjalnego regionu administracyjnego Hongkongu. Szef rządu Hongkongu i reprezentant regionu. Wybierany na 5 lat przez Komitet Elekcyjny w dwustopniowym głosowaniu.

## Dotychczasowi szefowie administracji Hongkongu
| Nr | Portret | Imię i nazwisko                 | Kadencja        | Kadencja        |
| -- | ------- | ------------------------------- | --------------- | --------------- |
| 1  |         | Tung Chee Hwa 董建華 (1937-)    | 1 lipca 1997    | 12 marca 2005   |
| 2  |         | Donald Tsang 曾蔭權 (1944-)     | 21 czerwca 2005 | 30 czerwca 2012 |
| 3  |         | Leung Chun Ying 梁振英 (1954-)  | 1 lipca 2012    | 30 czerwca 2017 |
| 4  |         | Carrie Lam 林鄭月娥 (1957-)     | 1 lipca 2017    | 30 czerwca 2022 |
| 5  |         | John Lee Ka-chiu 李家超 (1957-) | 1 lipca 2022    |                 |